# Zonnebloem
Zonnebloem (Tournesol en afrikaans) - renommé District Six en décembre 2019 - est un quartier de la ville du Cap en Afrique du Sud. Situé dans le City Bowl, il correspond géographiquement à une large portion de l'historique District Six dont il reprit le nom en 2019.

## Géographie

Carte du City Bowl dans lequel se situe le quartier de Zonnebloem

Zonnebloem est situé entre Sir Lowry Road au nord, Tennant Road à l'ouest, De Waal Drive au sud et Cambridge Street à l'est.
Il est bordé par le quartier de Vredehoek au sud, par le foreshore au nord, par le quartier des jardins à l'ouest et par les quartiers de Woodstock et Walmer Estate à l'est. .
Le quartier est peu résidentiel en dehors de la zone de Constitution Street, De Waal Drive et de Sir Lowry Road. Il est essentiellement occupé par le campus du Cape Technikon. Une partie du quartier est composée de terrains vagues qui font l'objet d'un processus de restitution de terres depuis plusieurs années.

## Démographie
Le quartier est l'un des plus cosmopolites du Cap. Selon le recensement de 2011, il compte 5 122 résidents, principalement issu de la communauté noire (39,38 %). Les coloureds, majoritaires au Cap, représentent 31,41 % des résidents, devant les blancs (19,58 %) en forte baisse par rapport au recensement précédent de 2001(- 17%).
Les habitants sont à 47,08 % de langue maternelle anglaise, à 26,64 % de langue maternelle afrikaans et à 18,49 % de langue maternelle xhosa.

## Historique

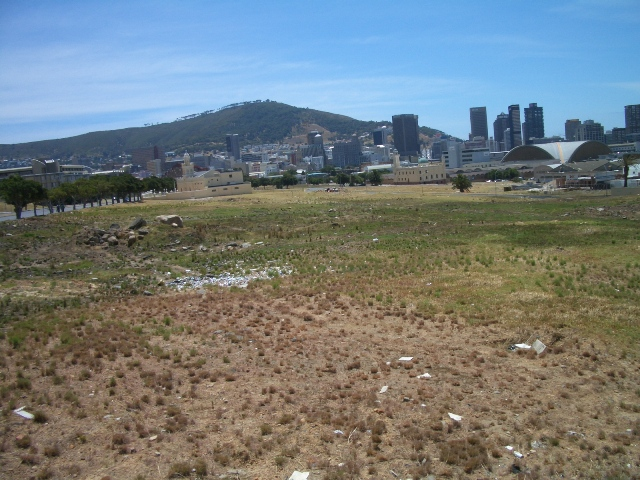
Terrain vague dans l'ancien district Six

À l'origine, le quartier prend le nom de District Six en 1867 car il était le sixième district municipal de la ville. Quartier populaire, ses habitants sont ethniquement et socialement hétérogènes (anciens esclaves, malais du Cap, artisans, marchands, nouveaux immigrants). Au tournant du siècle, le quartier accueille près du dixième de la population de la ville du Cap. 

Après la Seconde Guerre mondiale, le District Six reste relativement cosmopolite. Situé à portée de vue des quais, sa population est essentiellement composée de métis du Cap et de Malais. On y trouve encore quelques résidents Xhosa et quelques blancs de langue afrikaans et d'indo-pakistanais.
En 1968, en application du Group Areas Act, le district Six est décrété zone de résidence pour Blancs seulement. Dans le cadre de l'apartheid, le gouvernement entend supprimer une zone d'interaction interraciale, réhabiliter un quartier qu'il désigne comme un bidonville en proie à la criminalité et repaire de vice et d'activités immorales (jeu, alcool et prostitution). Selon les résidents, l'autre raison non avouée d'avoir catalogué de le district en zone blanche est aussi pour le gouvernement la spéculation immobilière, les terrains réquisitionnés étant situés proches du centre-ville.
De 1966 à 1982, plus de 60 000 habitants de couleurs sont déplacées vers les Cape Flats tandis que le quartier est rasé et administrativement démantelé. Rebaptisé Zonnebloem en 1970, les investissements immobiliers tardent à se concrétiser et l'endroit est laissé à l'abandon avant que ne s'y installe la faculté de technologie et de mécanique de l'Université du Cap (Cape Technikon sur Keizergracht Street).
En décembre 2019, le quartier reprend le nom de District Six.

## Politique
Le quartier est situé dans le 16e arrondissement du Cap et dans deux wards : 
- le ward 57 : Rosebank, Salt River (partiellement), Zonnebloem (sud de Keizersgracht Road et est de Christiaan Street), Observatory (partiellement), Woodstock (partiellement), Mowbray (partiellement). Le conseiller municipal du ward est Paddy Chaddle (DA)[3]
- le ward 115 : Gardens (partiellement), Three Anchor Bay (partiellement), Mouille Point, Green Point, Paarden Eiland (partiellement), Salt River (partiellement), Zonnebloem (nord de De Villiers Avenue, Tennant Street, Keizersgracht Road, Chapel Street et de Nelson Mandela Boulevard)), Foreshore, Cape Town City Centre et Woodstock (partiellement). Le conseiller municipal du ward est, depuis 2016, Dave Bryant (DA)[4].

## Tourisme
- District 6 Museum (Buitenkant Street).